# Alois Börsch
Alois Börsch (* 1. März 1855 in Schwäbisch Gmünd; † 10. April 1923 in München) war ein deutscher Medailleur.

## Werdegang
Er begann seine berufliche Ausbildung als Stahlgraveur an der Gravier- und Ciselierschule in Schwäbisch Gmünd. 
1874 wurde er vom Bayerischen Hauptmünzamt in München als Graveurgehilfe übernommen, wo er 1888 zum Münzmedailleur und schließlich 1918 zum Kgl. bayr. Münz- und Hofmedailleur befördert wurde.
In seiner Dienstzeit am Hauptmünzamt während der Prinzregentenzeit entwarf und schnitt er ca. 300 Medaillen- und Münzstempel, aber auch Gussvorlagen, u. a. auch die  Serie der Gedenkdoppeltaler.
Wegen seines schlechten Gesundheitszustandes wurde er im Februar 1920 in den vorzeitigen Ruhestand versetzt. Er starb am 10. April 1923 in München.
Ein Teil seines schriftlichen Nachlasses befindet sich im Deutschen Kunstarchiv im Germanischen Nationalmuseum in Nürnberg.